# آکیرا کونو (ژیمناست)
آکیرا کونو (انگلیسی: Akira Kono; ۱۱ سپتامبر ۱۹۲۹ – ۲۵ دسامبر ۱۹۹۵) ژیمناست هنری اهل ژاپن بود.